# Boston Celtics 2017-2018
La stagione 2017-2018 dei Boston Celtics è stata la 72ª stagione della franchigia nella NBA.

## Draft
| Giro | Scelta | Giocatore    | Ruolo | Nazionalità | Università/Squadra |
| ---- | ------ | ------------ | ----- | ----------- | ------------------ |
| 1    | 3      | Jayson Tatum | AP    | Stati Uniti | Duke               |
| 2    | 37     | Semi Ojeleye | A     | Stati Uniti | Southern Methodist |
| 2    | 53     | Kadeem Allen | G     | Stati Uniti | Arizona            |
| 2    | 56     | Jabari Bird  | G     | Stati Uniti | California         |

## Roster
| \| Pos. \| Num. \| Naz. \| Nome \| Altezza \| Peso \| Data nascita \| Provenienza \| \| ---- \| ---- \| ------------------------------------------ \| ------------------- \| ------- \| ------ \| ------------ \| ------------------ \| \| G \| 45 \| Stati Uniti (bandiera) \| Allen, Kadeem (TW) \| 191 cm \| 91 kg \| 15-01-1993 \| Arizona \| \| C \| 46 \| Australia (bandiera) \| Baynes, Aron \| 208 cm \| 118 kg \| 09-12-1986 \| Washington State \| \| G \| 26 \| Stati Uniti (bandiera) \| Bird, Jabari (TW) \| 198 cm \| 90 kg \| 03-07-1994 \| UC Berkeley \| \| G/AP \| 7 \| Stati Uniti (bandiera) \| Brown, Jaylen \| 201 cm \| 102 kg \| 24-10-1996 \| UC Berkeley \| \| AP \| 20 \| Stati Uniti (bandiera) \| Hayward, Gordon \| 203 cm \| 103 kg \| 23-03-1990 \| Butler \| \| AG/C \| 42 \| Rep. Dominicana (bandiera) \| Horford, Al \| 208 cm \| 111 kg \| 03-06-1986 \| Florida \| \| P \| 11 \| Stati Uniti (bandiera) \| Irving, Kyrie \| 191 cm \| 88 kg \| 23-03-1992 \| Duke \| \| P \| 8 \| Stati Uniti (bandiera) \| Larkin, Shane \| 180 cm \| 79 kg \| 02-10-1992 \| Miami (FL) \| \| AG \| 13 \| Stati Uniti (bandiera) \| Morris, Marcus \| 206 cm \| 107 kg \| 02-09-1989 \| Kansas \| \| AP \| 28 \| Egitto (bandiera) · Stati Uniti (bandiera) \| Nader, Abdel \| 198 cm \| 104 kg \| 25-09-1993 \| Iowa State \| \| A \| 37 \| Stati Uniti (bandiera) \| Ojeleye, Semi \| 201 cm \| 107 kg \| 05-12-1994 \| Southern Methodist \| \| P/G \| 12 \| Stati Uniti (bandiera) \| Rozier, Terry \| 188 cm \| 86 kg \| 17-03-1994 \| Louisville \| \| P/G \| 36 \| Stati Uniti (bandiera) \| Smart, Marcus \| 193 cm \| 100 kg \| 06-03-1994 \| Oklahoma State \| \| AP \| 0 \| Stati Uniti (bandiera) \| Tatum, Jayson \| 203 cm \| 93 kg \| 03-03-1998 \| Duke \| \| AG/C \| 27 \| Germania (bandiera) \| Theis, Daniel \| 206 cm \| 110 kg \| 04-04-1992 \| Germania \| \| AG \| 30 \| Francia (bandiera) \| Yabusele, Guerschon \| 203 cm \| 118 kg \| 17-12-1995 \| Francia \| \| AG/C \| 55 \| Stati Uniti (bandiera) \| Monroe, Greg \| 211 cm \| 120 kg \| 04-06-1990 \| Georgetown \| \| P \| 60 \| Stati Uniti (bandiera) \| Gibson, Jonathan \| 188 cm \| 84 kg \| 08-11-1987 \| New Mexico State \| | Allenatore - Brad Stevens Assistente/i - Jerome Allen - Jay Larrañaga - Scott Morrison - Micah Shrewsberry - Alvin Williams - Jamie Young Legenda - (C) Capitano - (FA) Free agent - (S) Sospeso - (TW) Contratto Two-way - (GL) Assegnato a squadra G League affiliata - Infortunato Roster • Transazioni · Ultima transazione: 6 aprile 2018 |                                            |                     |         |        |              |                    |
| Pos. | Num. | Naz.                                       | Nome                | Altezza | Peso   | Data nascita | Provenienza        |
| G | 45 | Stati Uniti (bandiera)                     | Allen, Kadeem (TW)  | 191 cm  | 91 kg  | 15-01-1993   | Arizona            |
| C | 46 | Australia (bandiera)                       | Baynes, Aron        | 208 cm  | 118 kg | 09-12-1986   | Washington State   |
| G | 26 | Stati Uniti (bandiera)                     | Bird, Jabari (TW)   | 198 cm  | 90 kg  | 03-07-1994   | UC Berkeley        |
| G/AP | 7 | Stati Uniti (bandiera)                     | Brown, Jaylen       | 201 cm  | 102 kg | 24-10-1996   | UC Berkeley        |
| AP | 20 | Stati Uniti (bandiera)                     | Hayward, Gordon     | 203 cm  | 103 kg | 23-03-1990   | Butler             |
| AG/C | 42 | Rep. Dominicana (bandiera)                 | Horford, Al         | 208 cm  | 111 kg | 03-06-1986   | Florida            |
| P | 11 | Stati Uniti (bandiera)                     | Irving, Kyrie       | 191 cm  | 88 kg  | 23-03-1992   | Duke               |
| P | 8 | Stati Uniti (bandiera)                     | Larkin, Shane       | 180 cm  | 79 kg  | 02-10-1992   | Miami (FL)         |
| AG | 13 | Stati Uniti (bandiera)                     | Morris, Marcus      | 206 cm  | 107 kg | 02-09-1989   | Kansas             |
| AP | 28 | Egitto (bandiera) · Stati Uniti (bandiera) | Nader, Abdel        | 198 cm  | 104 kg | 25-09-1993   | Iowa State         |
| A | 37 | Stati Uniti (bandiera)                     | Ojeleye, Semi       | 201 cm  | 107 kg | 05-12-1994   | Southern Methodist |
| P/G | 12 | Stati Uniti (bandiera)                     | Rozier, Terry       | 188 cm  | 86 kg  | 17-03-1994   | Louisville         |
| P/G | 36 | Stati Uniti (bandiera)                     | Smart, Marcus       | 193 cm  | 100 kg | 06-03-1994   | Oklahoma State     |
| AP | 0 | Stati Uniti (bandiera)                     | Tatum, Jayson       | 203 cm  | 93 kg  | 03-03-1998   | Duke               |
| AG/C | 27 | Germania (bandiera)                        | Theis, Daniel       | 206 cm  | 110 kg | 04-04-1992   | Germania           |
| AG | 30 | Francia (bandiera)                         | Yabusele, Guerschon | 203 cm  | 118 kg | 17-12-1995   | Francia            |
| AG/C | 55 | Stati Uniti (bandiera)                     | Monroe, Greg        | 211 cm  | 120 kg | 04-06-1990   | Georgetown         |
| P | 60 | Stati Uniti (bandiera)                     | Gibson, Jonathan    | 188 cm  | 84 kg  | 08-11-1987   | New Mexico State   |

## Classifiche

### Division
| Atlantic Division      | Atlantic Division | Atlantic Division | Atlantic Division | Atlantic Division | Atlantic Division | Atlantic Division | Atlantic Division | Atlantic Division |
| Squadra                | V                 | S                 | V%                | PR                | Casa              | Trasf             | Div               | PG                |
| ---------------------- | ----------------- | ----------------- | ----------------- | ----------------- | ----------------- | ----------------- | ----------------- | ----------------- |
| c – Toronto Raptors    | 59                | 23                | .720              | 0,0               | 34–7              | 25–16             | 12–4              | 82                |
| x – Boston Celtics     | 55                | 27                | .671              | 4,0               | 27–14             | 28–13             | 12–4              | 82                |
| x – Philadelphia 76ers | 52                | 30                | .634              | 7,0               | 30–11             | 22–19             | 9–7               | 82                |
| N.Y. Knicks            | 29                | 53                | .354              | 30,0              | 19–22             | 10–31             | 6–10              | 82                |
| Brooklyn Nets          | 28                | 54                | .341              | 31,0              | 15–26             | 13–28             | 1–15              | 82                |

### Conference
| Eastern Conference | Eastern Conference        | Eastern Conference | Eastern Conference | Eastern Conference | Eastern Conference | Eastern Conference |
| #                  | Squadra                   | V                  | S                  | V%                 | PR                 | PG                 |
| ------------------ | ------------------------- | ------------------ | ------------------ | ------------------ | ------------------ | ------------------ |
| 1                  | c – Toronto Raptors *     | 59                 | 23                 | .720               | –                  | 82                 |
| 2                  | x – Boston Celtics        | 55                 | 27                 | .671               | 4,0                | 82                 |
| 3                  | x – Philadelphia 76ers    | 52                 | 30                 | .634               | 7,0                | 82                 |
| 4                  | y – Cleveland Cavaliers * | 50                 | 32                 | .610               | 9,0                | 82                 |
| 5                  | x – Indiana Pacers        | 48                 | 34                 | .585               | 11,0               | 82                 |
| 6                  | y – Miami Heat *          | 44                 | 38                 | .537               | 15,0               | 82                 |
| 7                  | x – Milwaukee Bucks       | 44                 | 38                 | .537               | 15,0               | 82                 |
| 8                  | x – Wash. Wizards         | 43                 | 39                 | .524               | 16,0               | 82                 |
|                    |                           |                    |                    |                    |                    |                    |
| 9                  | Detroit Pistons           | 39                 | 43                 | .476               | 20,0               | 82                 |
| 10                 | Charlotte Hornets         | 36                 | 46                 | .439               | 23,0               | 82                 |
| 11                 | N.Y. Knicks               | 29                 | 53                 | .354               | 30,0               | 82                 |
| 12                 | Brooklyn Nets             | 28                 | 54                 | .341               | 31,0               | 82                 |
| 13                 | Chicago Bulls             | 27                 | 55                 | .329               | 32,0               | 82                 |
| 14                 | Orlando Magic             | 25                 | 57                 | .305               | 34,0               | 82                 |
| 15                 | Atlanta Hawks             | 24                 | 58                 | .293               | 35,0               | 82                 |

## Calendario e risultati

### Preseason
| Preseason 2017                                    | Preseason 2017                                    | Preseason 2017                                    | Preseason 2017                                    | Preseason 2017                                    | Preseason 2017                                    | Preseason 2017                                    | Preseason 2017                                    | Preseason 2017                                    |
| Record preseason: 4–0 (Casa: 2–0; Trasferta: 2–0) | Record preseason: 4–0 (Casa: 2–0; Trasferta: 2–0) | Record preseason: 4–0 (Casa: 2–0; Trasferta: 2–0) | Record preseason: 4–0 (Casa: 2–0; Trasferta: 2–0) | Record preseason: 4–0 (Casa: 2–0; Trasferta: 2–0) | Record preseason: 4–0 (Casa: 2–0; Trasferta: 2–0) | Record preseason: 4–0 (Casa: 2–0; Trasferta: 2–0) | Record preseason: 4–0 (Casa: 2–0; Trasferta: 2–0) | Record preseason: 4–0 (Casa: 2–0; Trasferta: 2–0) |
| Partita                                           | Data                                              | Avversario                                        | Punteggio                                         | Più punti                                         | Più rimbalzi                                      | Più assist                                        | Spettatori                                        | Record                                            |
| ------------------------------------------------- | ------------------------------------------------- | ------------------------------------------------- | ------------------------------------------------- | ------------------------------------------------- | ------------------------------------------------- | ------------------------------------------------- | ------------------------------------------------- | ------------------------------------------------- |
| 1                                                 | 2 ottobre                                         | Charlotte Hornets                                 | V 94–82                                           | Daniel Theis (12)                                 | Daniel Theis (7)                                  | Jayson Tatum (5)                                  | TD Garden 18.624                                  | 1–0                                               |
| 2                                                 | 6 ottobre                                         | @ Philadelphia 76ers                              | V 110–102                                         | Kyrie Irving (21)                                 | Al Horford (9)                                    | Gordon Hayward (5)                                | Wells Fargo Center 17.668                         | 2–0                                               |
| 3                                                 | 9 ottobre                                         | Philadelphia 76ers                                | V 113–96                                          | Semi Ojeleye (16)                                 | Terry Rozier (10)                                 | Terry Rozier (6)                                  | TD Garden 18.624                                  | 3–0                                               |
| 4                                                 | 11 ottobre                                        | @ Charlotte Hornets                               | V 108–100                                         | Kyrie Irving (16)                                 | Al Horford (8)                                    | Kyrie Irving (10)                                 | Spectrum Center N/D                               | 4–0                                               |

### Regular season

#### Ottobre
| Ottobre 2017                                  | Ottobre 2017                                  | Ottobre 2017                                  | Ottobre 2017                                  | Ottobre 2017                                  | Ottobre 2017                                  | Ottobre 2017                                  | Ottobre 2017                                  | Ottobre 2017                                  |
| Record mese : 5–2 (Casa: 2–1; Trasferta: 3–1) | Record mese : 5–2 (Casa: 2–1; Trasferta: 3–1) | Record mese : 5–2 (Casa: 2–1; Trasferta: 3–1) | Record mese : 5–2 (Casa: 2–1; Trasferta: 3–1) | Record mese : 5–2 (Casa: 2–1; Trasferta: 3–1) | Record mese : 5–2 (Casa: 2–1; Trasferta: 3–1) | Record mese : 5–2 (Casa: 2–1; Trasferta: 3–1) | Record mese : 5–2 (Casa: 2–1; Trasferta: 3–1) | Record mese : 5–2 (Casa: 2–1; Trasferta: 3–1) |
| Partita                                       | Data                                          | Avversario                                    | Punteggio                                     | Più punti                                     | Più rimbalzi                                  | Più assist                                    | Spettatori                                    | Record                                        |
| --------------------------------------------- | --------------------------------------------- | --------------------------------------------- | --------------------------------------------- | --------------------------------------------- | --------------------------------------------- | --------------------------------------------- | --------------------------------------------- | --------------------------------------------- |
| 1                                             | 17 ottobre                                    | @ Cleveland Cavaliers                         | S 99–102                                      | Jaylen Brown (25)                             | Jayson Tatum (10)                             | Kyrie Irving (10)                             | Quicken Loans Arena 20.562                    | 0–1                                           |
| 2                                             | 18 ottobre                                    | Milwaukee Bucks                               | S 100–108                                     | Jaylen Brown (18)                             | Jayson Tatum (9)                              | Terry Rozier (6)                              | TD Garden 18.624                              | 0–2                                           |
| 3                                             | 20 ottobre                                    | @ Philadelphia 76ers                          | V 102–92                                      | Kyrie Irving (21)                             | Al Horford (9)                                | Irving, Larkin (4)                            | Wells Fargo Center 20.816                     | 1–2                                           |
| 4                                             | 24 ottobre                                    | N.Y. Knicks                                   | V 110–89                                      | Jaylen Brown (23)                             | Al Horford (13)                               | Kyrie Irving (7)                              | TD Garden 18.624                              | 2–2                                           |
| 5                                             | 26 ottobre                                    | @ Milwaukee Bucks                             | V 96–89                                       | Al Horford (27)                               | Al Horford (9)                                | Kyrie Irving (7)                              | UW-Milwaukee Panther Arena 11.046             | 3–2                                           |
| 6                                             | 28 ottobre                                    | @ Miami Heat                                  | V 96–90                                       | Kyrie Irving (24)                             | Al Horford (9)                                | Marcus Smart (4)                              | American Airlines Arena 19.600                | 4–2                                           |
| 7                                             | 30 ottobre                                    | San Antonio Spurs                             | V 108–94                                      | Kyrie Irving (24)                             | Al Horford (13)                               | Kyrie Irving (6)                              | TD Garden 18.624                              | 5–2                                           |

#### Novembre
| Novembre 2017                                 | Novembre 2017                                 | Novembre 2017                                 | Novembre 2017                                 | Novembre 2017                                 | Novembre 2017                                 | Novembre 2017                                 | Novembre 2017                                 | Novembre 2017                                 |
| Record mese: 14–2 (Casa: 7–1; Trasferta: 7–1) | Record mese: 14–2 (Casa: 7–1; Trasferta: 7–1) | Record mese: 14–2 (Casa: 7–1; Trasferta: 7–1) | Record mese: 14–2 (Casa: 7–1; Trasferta: 7–1) | Record mese: 14–2 (Casa: 7–1; Trasferta: 7–1) | Record mese: 14–2 (Casa: 7–1; Trasferta: 7–1) | Record mese: 14–2 (Casa: 7–1; Trasferta: 7–1) | Record mese: 14–2 (Casa: 7–1; Trasferta: 7–1) | Record mese: 14–2 (Casa: 7–1; Trasferta: 7–1) |
| Partita                                       | Data                                          | Avversario                                    | Punteggio                                     | Più punti                                     | Più rimbalzi                                  | Più assist                                    | Spettatori                                    | Record                                        |
| --------------------------------------------- | --------------------------------------------- | --------------------------------------------- | --------------------------------------------- | --------------------------------------------- | --------------------------------------------- | --------------------------------------------- | --------------------------------------------- | --------------------------------------------- |
| 8                                             | 1 novembre                                    | Sacramento Kings                              | V 113–86                                      | Brown, Irving (22)                            | Daniel Theis (10)                             | Marcus Smart (8)                              | TD Garden 18.624                              | 6–2                                           |
| 9                                             | 3 novembre                                    | @ Oklahoma Thunder                            | V 101–94                                      | Kyrie Irving (25)                             | Jaylen Brown (12)                             | Kyrie Irving (6)                              | Chesapeake Energy Arena 18.203                | 7–2                                           |
| 10                                            | 5 novembre                                    | @ Orlando Magic                               | V 104–88                                      | Jaylen Brown (18)                             | Al Horford (10)                               | Marcus Smart (8)                              | Amway Center 17.731                           | 8–2                                           |
| 11                                            | 6 novembre                                    | @ Atlanta Hawks                               | V 110–107                                     | Kyrie Irving (35)                             | Al Horford (10)                               | Al Horford (9)                                | Philips Arena 13.215                          | 9–2                                           |
| 12                                            | 8 novembre                                    | L.A. Lakers                                   | V 107–96                                      | Aron Baynes (21)                              | Jaylen Brown (11)                             | Marcus Smart (6)                              | TD Garden 18.624                              | 10–2                                          |
| 13                                            | 10 novembre                                   | Charlotte Hornets                             | V 90–87                                       | Larkin, Tatum (16)                            | Jaylen Brown (13)                             | Marcus Smart (7)                              | TD Garden 18.624                              | 11–2                                          |
| 14                                            | 12 novembre                                   | Toronto Raptors                               | V 95–94                                       | Al Horford (21)                               | Aron Baynes (8)                               | Marcus Smart (9)                              | TD Garden 18.624                              | 12–2                                          |
| 15                                            | 14 novembre                                   | @ Brooklyn Nets                               | V 109–102                                     | Kyrie Irving (25)                             | Al Horford (11)                               | Kyrie Irving (5)                              | Barclays Center 12.936                        | 13–2                                          |
| 16                                            | 16 novembre                                   | G.S. Warriors                                 | V 92–88                                       | Jaylen Brown (22)                             | Al Horford (11)                               | Kyrie Irving (6)                              | TD Garden 18.624                              | 14–2                                          |
| 17                                            | 18 novembre                                   | @ Atlanta Hawks                               | V 110–99                                      | Kyrie Irving (30)                             | Jayson Tatum (7)                              | Al Horford (6)                                | Philips Arena 16.381                          | 15–2                                          |
| 18                                            | 20 novembre                                   | @ Dallas Mavericks                            | V 110–102 (OT)                                | Kyrie Irving (47)                             | Brown, Morris, Tatum (9)                      | Marcus Smart (8)                              | American Airlines Center 20.302               | 16–2                                          |
| 19                                            | 22 novembre                                   | @ Miami Heat                                  | S 98–104                                      | Kyrie Irving (23)                             | Al Horford (9)                                | Horford, Smart, Tatum (4)                     | American Airlines Arena 19.704                | 16–3                                          |
| 20                                            | 24 novembre                                   | Orlando Magic                                 | V 118–103                                     | Kyrie Irving (30)                             | Aron Baynes (11)                              | Al Horford (10)                               | TD Garden 18.624                              | 17–3                                          |
| 21                                            | 25 novembre                                   | @ Indiana Pacers                              | V 108–98                                      | Kyrie Irving (25)                             | Marcus Smart (6)                              | Horford, Irving (6)                           | Bankers Life Fieldhouse 16.303                | 18–3                                          |
| 22                                            | 27 novembre                                   | Detroit Pistons                               | S 108–118                                     | Marcus Smart (23)                             | Brown, Baynes (6)                             | Kyrie Irving (9)                              | TD Garden 18.624                              | 18–4                                          |
| 23                                            | 30 novembre                                   | Philadelphia 76ers                            | V 108–97                                      | Kyrie Irving (36)                             | Horford, Theis (8)                            | Marcus Smart (8)                              | TD Garden 18.624                              | 19–4                                          |

#### Dicembre
| Dicembre 2017                                 | Dicembre 2017                                 | Dicembre 2017                                 | Dicembre 2017                                 | Dicembre 2017                                 | Dicembre 2017                                 | Dicembre 2017                                 | Dicembre 2017                                 | Dicembre 2017                                 |
| Record mese: 11–6 (Casa: 7–3; Trasferta: 4–3) | Record mese: 11–6 (Casa: 7–3; Trasferta: 4–3) | Record mese: 11–6 (Casa: 7–3; Trasferta: 4–3) | Record mese: 11–6 (Casa: 7–3; Trasferta: 4–3) | Record mese: 11–6 (Casa: 7–3; Trasferta: 4–3) | Record mese: 11–6 (Casa: 7–3; Trasferta: 4–3) | Record mese: 11–6 (Casa: 7–3; Trasferta: 4–3) | Record mese: 11–6 (Casa: 7–3; Trasferta: 4–3) | Record mese: 11–6 (Casa: 7–3; Trasferta: 4–3) |
| Partita                                       | Data                                          | Avversario                                    | Punteggio                                     | Più punti                                     | Più rimbalzi                                  | Più assist                                    | Spettatori                                    | Record                                        |
| --------------------------------------------- | --------------------------------------------- | --------------------------------------------- | --------------------------------------------- | --------------------------------------------- | --------------------------------------------- | --------------------------------------------- | --------------------------------------------- | --------------------------------------------- |
| 24                                            | 2 dicembre                                    | Phoenix Suns                                  | V 116–111                                     | Kyrie Irving (19)                             | Marcus Morris (8)                             | Al Horford (11)                               | TD Garden 18.624                              | 20–4                                          |
| 25                                            | 4 dicembre                                    | Milwaukee Bucks                               | V 111–100                                     | Kyrie Irving (32)                             | Al Horford (9)                                | Al Horford (8)                                | TD Garden 18.624                              | 21–4                                          |
| 26                                            | 6 dicembre                                    | Dallas Mavericks                              | V 97–90                                       | Kyrie Irving (23)                             | Jayson Tatum (10)                             | Al Horford (8)                                | TD Garden 18.624                              | 22–4                                          |
| 27                                            | 8 dicembre                                    | @ San Antonio Spurs                           | S 102–105                                     | Kyrie Irving (36)                             | Al Horford (9)                                | Horford, Morris (5)                           | AT&T Center 18.418                            | 22–5                                          |
| 28                                            | 10 dicembre                                   | @ Detroit Pistons                             | V 91–81                                       | Al Horford (18)                               | Aron Baynes (13)                              | Al Horford (6)                                | Little Caesars Arena 18.776                   | 23–5                                          |
| 29                                            | 11 dicembre                                   | @ Chicago Bulls                               | S 85–108                                      | Al Horford (15)                               | Jayson Tatum (10)                             | Horford, Rozier (5)                           | United Center 19.617                          | 23–6                                          |
| 30                                            | 13 dicembre                                   | Denver Nuggets                                | V 124–118                                     | Kyrie Irving (33)                             | Aron Baynes (6)                               | Marcus Smart (9)                              | TD Garden 18.624                              | 24–6                                          |
| 31                                            | 15 dicembre                                   | Utah Jazz                                     | S 95–107                                      | Kyrie Irving (33)                             | Brown, Horford (6)                            | Al Horford (7)                                | TD Garden 18.624                              | 24–7                                          |
| 32                                            | 16 dicembre                                   | @ Memphis Grizzlies                           | V 102–93                                      | Kyrie Irving (20)                             | Jayson Tatum (9)                              | Horford, Irving (6)                           | FedExForum 17.794                             | 25–7                                          |
| 33                                            | 18 dicembre                                   | @ Indiana Pacers                              | V 112–111                                     | Kyrie Irving (30)                             | Al Horford (10)                               | Al Horford (9)                                | Bankers Life Fieldhouse 16.055                | 26–7                                          |
| 34                                            | 20 dicembre                                   | Miami Heat                                    | S 89–90                                       | Kyrie Irving (33)                             | Al Horford (8)                                | Kyrie Irving (5)                              | TD Garden 18.624                              | 26–8                                          |
| 35                                            | 21 dicembre                                   | @ N.Y. Knicks                                 | S 93–102                                      | Kyrie Irving (32)                             | Daniel Theis (7)                              | Al Horford (5)                                | Madison Square Garden 19.812                  | 26–9                                          |
| 36                                            | 23 dicembre                                   | Chicago Bulls                                 | V 117–92                                      | Kyrie Irving (25)                             | Daniel Theis (15)                             | Kyrie Irving (7)                              | TD Garden 18.624                              | 27–9                                          |
| 37                                            | 25 dicembre                                   | Wash. Wizards                                 | S 103–111                                     | Irving, Tatum (20)                            | Jaylen Brown (9)                              | Al Horford (6)                                | TD Garden 18.624                              | 27–10                                         |
| 38                                            | 27 dicembre                                   | @ Charlotte Hornets                           | V 102–91                                      | Kyrie Irving (21)                             | Al Horford (11)                               | Kyrie Irving (8)                              | Spectrum Center 19.611                        | 28–10                                         |
| 39                                            | 28 dicembre                                   | Houston Rockets                               | V 99–98                                       | Kyrie Irving (26)                             | Al Horford (8)                                | Marcus Smart (5)                              | TD Garden 18.624                              | 29–10                                         |
| 40                                            | 31 dicembre                                   | Brooklyn Nets                                 | V 108–105                                     | Kyrie Irving (28)                             | Baynes, Horford (10)                          | Al Horford (5)                                | TD Garden 18.624                              | 30–10                                         |

#### Gennaio
| Gennaio 2018                                 | Gennaio 2018                                 | Gennaio 2018                                 | Gennaio 2018                                 | Gennaio 2018                                 | Gennaio 2018                                 | Gennaio 2018                                 | Gennaio 2018                                 | Gennaio 2018                                 |
| Record mese: 7–5 (Casa: 3–3; Trasferta: 4–2) | Record mese: 7–5 (Casa: 3–3; Trasferta: 4–2) | Record mese: 7–5 (Casa: 3–3; Trasferta: 4–2) | Record mese: 7–5 (Casa: 3–3; Trasferta: 4–2) | Record mese: 7–5 (Casa: 3–3; Trasferta: 4–2) | Record mese: 7–5 (Casa: 3–3; Trasferta: 4–2) | Record mese: 7–5 (Casa: 3–3; Trasferta: 4–2) | Record mese: 7–5 (Casa: 3–3; Trasferta: 4–2) | Record mese: 7–5 (Casa: 3–3; Trasferta: 4–2) |
| Partita                                      | Data                                         | Avversario                                   | Punteggio                                    | Più punti                                    | Più rimbalzi                                 | Più assist                                   | Spettatori                                   | Record                                       |
| -------------------------------------------- | -------------------------------------------- | -------------------------------------------- | -------------------------------------------- | -------------------------------------------- | -------------------------------------------- | -------------------------------------------- | -------------------------------------------- | -------------------------------------------- |
| 41                                           | 3 gennaio                                    | Cleveland Cavaliers                          | V 102–88                                     | Terry Rozier (20)                            | Horford, Irving (9)                          | Kyrie Irving (6)                             | TD Garden 18.624                             | 31–10                                        |
| 42                                           | 5 gennaio                                    | Minnesota T'wolves                           | V 91–84                                      | Marcus Smart (18)                            | Baynes, Theis (10)                           | Horford, Irving (8)                          | TD Garden 18.624                             | 32–10                                        |
| 43                                           | 6 gennaio                                    | @ Brooklyn Nets                              | V 87–85                                      | Kyrie Irving (21)                            | Daniel Theis (10)                            | Kyrie Irving (4)                             | Barclays Center 17.732                       | 33–10                                        |
| 44                                           | 11 gennaio                                   | @ Philadelphia 76ers                         | V 114–103                                    | Jaylen Brown (21)                            | Horford, Morris (8)                          | Horford, Irving (7)                          | The O2 Arena 19.078                          | 34–10                                        |
| 45                                           | 16 gennaio                                   | N.O. Pelicans                                | S 116–119 (OT)                               | Kyrie Irving (24)                            | Al Horford (9)                               | Al Horford (6)                               | TD Garden 18.624                             | 34–11                                        |
| 46                                           | 18 gennaio                                   | Philadelphia 76ers                           | S 80–89                                      | Horford, Morris (14)                         | Marcus Morris (6)                            | Jaylen Brown (4)                             | TD Garden 18.624                             | 34–12                                        |
| 47                                           | 21 gennaio                                   | Orlando Magic                                | S 95–103                                     | Kyrie Irving (40)                            | Jayson Tatum (10)                            | Kyrie Irving (5)                             | TD Garden 18.624                             | 34–13                                        |
| 48                                           | 23 gennaio                                   | @ L.A. Lakers                                | S 107–108                                    | Kyrie Irving (33)                            | Al Horford (12)                              | Al Horford (6)                               | Staples Center 18.997                        | 34–14                                        |
| 49                                           | 24 gennaio                                   | @ L.A. Clippers                              | V 113–102                                    | Kyrie Irving (20)                            | Brown, Irving, Theis (8)                     | Kyrie Irving (7)                             | Staples Center 19.430                        | 35–14                                        |
| 50                                           | 27 gennaio                                   | @ G.S. Warriors                              | S 105–109                                    | Kyrie Irving (37)                            | Al Horford (13)                              | Kyrie Irving (4)                             | Oracle Arena 19.596                          | 35–15                                        |
| 51                                           | 29 gennaio                                   | @ Denver Nuggets                             | V 111–110                                    | Kyrie Irving (27)                            | Terry Rozier (9)                             | Irving, Horford, Rozier (6)                  | Pepsi Center 19.520                          | 36–15                                        |
| 52                                           | 31 gennaio                                   | N.Y. Knicks                                  | V 103–73                                     | Marcus Morris (20)                           | Terry Rozier (11)                            | Terry Rozier (10)                            | TD Garden 18.624                             | 37–15                                        |

#### Febbraio
| Febbraio 2018                                | Febbraio 2018                                | Febbraio 2018                                | Febbraio 2018                                | Febbraio 2018                                | Febbraio 2018                                | Febbraio 2018                                | Febbraio 2018                                | Febbraio 2018                                |
| Record mese: 7–4 (Casa: 4–3; Trasferta: 3–1) | Record mese: 7–4 (Casa: 4–3; Trasferta: 3–1) | Record mese: 7–4 (Casa: 4–3; Trasferta: 3–1) | Record mese: 7–4 (Casa: 4–3; Trasferta: 3–1) | Record mese: 7–4 (Casa: 4–3; Trasferta: 3–1) | Record mese: 7–4 (Casa: 4–3; Trasferta: 3–1) | Record mese: 7–4 (Casa: 4–3; Trasferta: 3–1) | Record mese: 7–4 (Casa: 4–3; Trasferta: 3–1) | Record mese: 7–4 (Casa: 4–3; Trasferta: 3–1) |
| Partita                                      | Data                                         | Avversario                                   | Punteggio                                    | Più punti                                    | Più rimbalzi                                 | Più assist                                   | Spettatori                                   | Record                                       |
| -------------------------------------------- | -------------------------------------------- | -------------------------------------------- | -------------------------------------------- | -------------------------------------------- | -------------------------------------------- | -------------------------------------------- | -------------------------------------------- | -------------------------------------------- |
| 53                                           | 2 febbraio                                   | Atlanta Hawks                                | V 119–110                                    | Terry Rozier (31)                            | Aron Baynes (8)                              | Al Horford (7)                               | TD Garden 18.624                             | 38–15                                        |
| 54                                           | 4 febbraio                                   | Portland T. Blazers                          | V 97–96                                      | Al Horford (22)                              | Al Horford (10)                              | Horford, Tatum, Rozier (5)                   | TD Garden 18.624                             | 39–15                                        |
| 55                                           | 6 febbraio                                   | @ Toronto Raptors                            | S 91–111                                     | Terry Rozier (18)                            | Aron Baynes (8)                              | Terry Rozier (4)                             | Air Canada Centre 20.017                     | 39–16                                        |
| 56                                           | 8 febbraio                                   | @ Wash. Wizards                              | V 110–104 (OT)                               | Kyrie Irving (28)                            | Marcus Morris (8)                            | Kyrie Irving (6)                             | Capital One Arena 20.356                     | 40–16                                        |
| 57                                           | 9 febbraio                                   | Indiana Pacers                               | S 91–97                                      | Kyrie Irving (21)                            | Al Horford (8)                               | Kyrie Irving (5)                             | TD Garden 18.624                             | 40–17                                        |
| 58                                           | 11 febbraio                                  | Cleveland Cavaliers                          | S 99–121                                     | Terry Rozier (21)                            | Terry Rozier (9)                             | Al Horford (6)                               | TD Garden 18.624                             | 40–18                                        |
| 59                                           | 14 febbraio                                  | L.A. Clippers                                | S 119–129                                    | Kyrie Irving (33)                            | Marcus Morris (11)                           | Kyrie Irving (8)                             | TD Garden 18.624                             | 40–19                                        |
| Pausa All-Star Weekend                       |                                              |                                              |                                              |                                              |                                              |                                              |                                              |                                              |
| 60                                           | 23 febbraio                                  | @ Detroit Pistons                            | V 110–98                                     | Daniel Theis (19)                            | Daniel Theis (7)                             | Terry Rozier (7)                             | Little Caesars Arena 20.491                  | 41–19                                        |
| 61                                           | 24 febbraio                                  | @ N.Y. Knicks                                | V 121–112                                    | Kyrie Irving (31)                            | Al Horford (10)                              | Kyrie Irving (8)                             | Madison Square Garden 19.812                 | 42–19                                        |
| 62                                           | 26 febbraio                                  | Memphis Grizzlies                            | V 109–98                                     | Kyrie Irving (25)                            | Marcus Morris (10)                           | Irving, Smart (5)                            | TD Garden 18.624                             | 43–19                                        |
| 63                                           | 28 febbraio                                  | Charlotte Hornets                            | V 134–106                                    | Kyrie Irving (34)                            | Al Horford (10)                              | Marcus Smart (6)                             | TD Garden 18.624                             | 44–19                                        |

#### Marzo
| Marzo 2018                                   | Marzo 2018                                   | Marzo 2018                                   | Marzo 2018                                   | Marzo 2018                                   | Marzo 2018                                   | Marzo 2018                                   | Marzo 2018                                   | Marzo 2018                                   |
| Record mese: 9–4 (Casa: 2–2; Trasferta: 7–2) | Record mese: 9–4 (Casa: 2–2; Trasferta: 7–2) | Record mese: 9–4 (Casa: 2–2; Trasferta: 7–2) | Record mese: 9–4 (Casa: 2–2; Trasferta: 7–2) | Record mese: 9–4 (Casa: 2–2; Trasferta: 7–2) | Record mese: 9–4 (Casa: 2–2; Trasferta: 7–2) | Record mese: 9–4 (Casa: 2–2; Trasferta: 7–2) | Record mese: 9–4 (Casa: 2–2; Trasferta: 7–2) | Record mese: 9–4 (Casa: 2–2; Trasferta: 7–2) |
| Partita                                      | Data                                         | Avversario                                   | Punteggio                                    | Più punti                                    | Più rimbalzi                                 | Più assist                                   | Spettatori                                   | Record                                       |
| -------------------------------------------- | -------------------------------------------- | -------------------------------------------- | -------------------------------------------- | -------------------------------------------- | -------------------------------------------- | -------------------------------------------- | -------------------------------------------- | -------------------------------------------- |
| 64                                           | 3 marzo                                      | @ Houston Rockets                            | S 120–123                                    | Marcus Morris (21)                           | Monroe, Horford, Smart (6)                   | Kyrie Irving (6)                             | Toyota Center 18.055                         | 44–20                                        |
| 65                                           | 5 marzo                                      | @ Chicago Bulls                              | V 105–89                                     | Jaylen Brown (21)                            | Greg Monroe (9)                              | Terry Rozier (7)                             | United Center 21.286                         | 45–20                                        |
| 66                                           | 8 marzo                                      | @ Minnesota T'wolves                         | V 117–109                                    | Kyrie Irving (23)                            | Al Horford (8)                               | Kyrie Irving (8)                             | Target Center 18.978                         | 46–20                                        |
| 67                                           | 11 marzo                                     | Indiana Pacers                               | S 97–99                                      | Marcus Smart (20)                            | Marcus Smart (7)                             | Marcus Smart (8)                             | TD Garden 18.624                             | 46–21                                        |
| 68                                           | 14 marzo                                     | Wash. Wizards                                | S 124–125 (2OT)                              | Marcus Morris (31)                           | Greg Monroe (10)                             | Terry Rozier (9)                             | TD Garden 18.624                             | 46–22                                        |
| 69                                           | 16 marzo                                     | @ Orlando Magic                              | V 92–83                                      | Monroe, Rozier (17)                          | Marcus Morris (11)                           | Terry Rozier (5)                             | Amway Center 18.981                          | 47–22                                        |
| 70                                           | 18 marzo                                     | @ N.O. Pelicans                              | S 89–108                                     | Jayson Tatum (23)                            | Terry Rozier (7)                             | Terry Rozier (5)                             | Smoothie King Center 18.277                  | 47–23                                        |
| 71                                           | 20 marzo                                     | Oklahoma Thunder                             | V 100–99                                     | Jayson Tatum (23)                            | Jayson Tatum (11)                            | Al Horford (7)                               | TD Garden 18.624                             | 48–23                                        |
| 72                                           | 23 marzo                                     | @ Portland T. Blazers                        | V 105–100                                    | Marcus Morris (11)                           | Greg Monroe (10)                             | Shane Larkin (7)                             | Moda Center 19.575                           | 49–23                                        |
| 73                                           | 25 marzo                                     | @ Sacramento Kings                           | V 104–93                                     | Terry Rozier (33)                            | Greg Monroe (8)                              | Al Horford (8)                               | Golden 1 Center 17.583                       | 50–23                                        |
| 74                                           | 26 marzo                                     | @ Phoenix Suns                               | V 102–94                                     | Jayson Tatum (23)                            | Al Horford (9)                               | Al Horford (7)                               | Talking Stick Resort Arena 18.055            | 51–23                                        |
| 75                                           | 28 marzo                                     | @ Utah Jazz                                  | V 97–94                                      | Jaylen Brown (21)                            | Shane Larkin (9)                             | Larkin, Monroe (4)                           | Vivint Smart Home Arena 18.306               | 52–23                                        |
| 76                                           | 31 marzo                                     | Toronto Raptors                              | V 110–99                                     | Marcus Morris (25)                           | Marcus Morris (9)                            | Terry Rozier (7)                             | TD Garden 18.624                             | 53–23                                        |

#### Aprile
| Aprile 2018                                  | Aprile 2018                                  | Aprile 2018                                  | Aprile 2018                                  | Aprile 2018                                  | Aprile 2018                                  | Aprile 2018                                  | Aprile 2018                                  | Aprile 2018                                  |
| Record mese: 2–4 (Casa: 2–1; Trasferta: 0–3) | Record mese: 2–4 (Casa: 2–1; Trasferta: 0–3) | Record mese: 2–4 (Casa: 2–1; Trasferta: 0–3) | Record mese: 2–4 (Casa: 2–1; Trasferta: 0–3) | Record mese: 2–4 (Casa: 2–1; Trasferta: 0–3) | Record mese: 2–4 (Casa: 2–1; Trasferta: 0–3) | Record mese: 2–4 (Casa: 2–1; Trasferta: 0–3) | Record mese: 2–4 (Casa: 2–1; Trasferta: 0–3) | Record mese: 2–4 (Casa: 2–1; Trasferta: 0–3) |
| Partita                                      | Data                                         | Avversario                                   | Punteggio                                    | Più punti                                    | Più rimbalzi                                 | Più assist                                   | Spettatori                                   | Record                                       |
| -------------------------------------------- | -------------------------------------------- | -------------------------------------------- | -------------------------------------------- | -------------------------------------------- | -------------------------------------------- | -------------------------------------------- | -------------------------------------------- | -------------------------------------------- |
| 77                                           | 3 aprile                                     | @ Milwaukee Bucks                            | S 102–106                                    | Jaylen Brown (22)                            | Greg Monroe (10)                             | Al Horford (5)                               | Bradley Center 16.188                        | 53–24                                        |
| 78                                           | 4 aprile                                     | @ Toronto Raptors                            | S 78–96                                      | Marcus Morris (21)                           | Terry Rozier (9)                             | Monroe, Rozier, Tatum (3)                    | Air Canada Centre 19.963                     | 53–25                                        |
| 79                                           | 6 aprile                                     | Chicago Bulls                                | V 111–104                                    | Jaylen Brown (32)                            | Greg Monroe (11)                             | Greg Monroe (10)                             | TD Garden 18.624                             | 54–25                                        |
| 80                                           | 8 aprile                                     | Atlanta Hawks                                | S 106–112                                    | Jayson Tatum (19)                            | Terry Rozier (8)                             | Terry Rozier (9)                             | TD Garden 18.624                             | 54–26                                        |
| 81                                           | 10 aprile                                    | @ Wash. Wizards                              | S 101–113                                    | Jaylen Brown (27)                            | Al Horford (13)                              | Terry Rozier (5)                             | Capital One Arena18.887                      | 54–27                                        |
| 82                                           | 11 aprile                                    | Brooklyn Nets                                | V 110–97                                     | Aron Baynes (26)                             | Aron Baynes (14)                             | Shane Larkin (7)                             | TD Garden 18.624                             | 55–27                                        |

### Playoff

#### Primo turno

##### (2) Boston Celtics – (7) Milwaukee Bucks
| Playoffs 2018                                | Playoffs 2018                                | Playoffs 2018                                | Playoffs 2018                                | Playoffs 2018                                | Playoffs 2018                                | Playoffs 2018                                | Playoffs 2018                                | Playoffs 2018                                |
| Primo turno: 4–3 (Casa: 4–0; Trasferta: 0–3) | Primo turno: 4–3 (Casa: 4–0; Trasferta: 0–3) | Primo turno: 4–3 (Casa: 4–0; Trasferta: 0–3) | Primo turno: 4–3 (Casa: 4–0; Trasferta: 0–3) | Primo turno: 4–3 (Casa: 4–0; Trasferta: 0–3) | Primo turno: 4–3 (Casa: 4–0; Trasferta: 0–3) | Primo turno: 4–3 (Casa: 4–0; Trasferta: 0–3) | Primo turno: 4–3 (Casa: 4–0; Trasferta: 0–3) | Primo turno: 4–3 (Casa: 4–0; Trasferta: 0–3) |
| Partita                                      | Data                                         | Avversario                                   | Punteggio                                    | Più punti                                    | Più rimbalzi                                 | Più assist                                   | Spettatori                                   | Serie                                        |
| -------------------------------------------- | -------------------------------------------- | -------------------------------------------- | -------------------------------------------- | -------------------------------------------- | -------------------------------------------- | -------------------------------------------- | -------------------------------------------- | -------------------------------------------- |
| 1                                            | 15 aprile                                    | Milwaukee Bucks                              | V 113–107 (OT)                               | Al Horford (24)                              | Al Horford (12)                              | Horford, Tatum, Brown (4)                    | TD Garden 18.624                             | 1–0                                          |
| 2                                            | 17 aprile                                    | Milwaukee Bucks                              | V 120–106                                    | Jaylen Brown (30)                            | Jayson Tatum (7)                             | Terry Rozier (8)                             | TD Garden 18.624                             | 2–0                                          |
| 3                                            | 20 aprile                                    | @ Milwaukee Bucks                            | S 92–116                                     | Al Horford (16)                              | Greg Monroe (11)                             | Terry Rozier (9)                             | Bradley Center 18.717                        | 2–1                                          |
| 4                                            | 22 aprile                                    | @ Milwaukee Bucks                            | S 102–104                                    | Jaylen Brown (34)                            | Aron Baynes (11)                             | Terry Rozier (8)                             | Bradley Center 18.717                        | 2–2                                          |
| 5                                            | 24 aprile                                    | Milwaukee Bucks                              | V 92–87                                      | Al Horford (22)                              | Al Horford (14)                              | Terry Rozier (5)                             | TD Garden 18.624                             | 3–2                                          |
| 6                                            | 26 aprile                                    | @ Milwaukee Bucks                            | S 86–97                                      | Jayson Tatum (22)                            | Al Horford (10)                              | Terry Rozier (5)                             | Bradley Center 18.717                        | 3–3                                          |
| 7                                            | 28 aprile                                    | Milwaukee Bucks                              | V 112–96                                     | Terry Rozier (26)                            | Al Horford (8)                               | Terry Rozier (9)                             | TD Garden 18.624                             | 4–3                                          |

#### Semifinali di conference

##### (2) Boston Celtics – (3) Philadelphia 76ers
| Playoffs 2018                                             | Playoffs 2018                                             | Playoffs 2018                                             | Playoffs 2018                                             | Playoffs 2018                                             | Playoffs 2018                                             | Playoffs 2018                                             | Playoffs 2018                                             | Playoffs 2018                                             |
| Semifinali di conference: 4–1 (Casa: 3–0; Trasferta: 1–1) | Semifinali di conference: 4–1 (Casa: 3–0; Trasferta: 1–1) | Semifinali di conference: 4–1 (Casa: 3–0; Trasferta: 1–1) | Semifinali di conference: 4–1 (Casa: 3–0; Trasferta: 1–1) | Semifinali di conference: 4–1 (Casa: 3–0; Trasferta: 1–1) | Semifinali di conference: 4–1 (Casa: 3–0; Trasferta: 1–1) | Semifinali di conference: 4–1 (Casa: 3–0; Trasferta: 1–1) | Semifinali di conference: 4–1 (Casa: 3–0; Trasferta: 1–1) | Semifinali di conference: 4–1 (Casa: 3–0; Trasferta: 1–1) |
| Partita                                                   | Data                                                      | Avversario                                                | Punteggio                                                 | Più punti                                                 | Più rimbalzi                                              | Più assist                                                | Spettatori                                                | Serie                                                     |
| --------------------------------------------------------- | --------------------------------------------------------- | --------------------------------------------------------- | --------------------------------------------------------- | --------------------------------------------------------- | --------------------------------------------------------- | --------------------------------------------------------- | --------------------------------------------------------- | --------------------------------------------------------- |
| 1                                                         | 30 aprile                                                 | Philadelphia 76ers                                        | V 117–101                                                 | Terry Rozier (29)                                         | Terry Rozier (8)                                          | Marcus Smart (9)                                          | TD Garden 18.624                                          | 1–0                                                       |
| 2                                                         | 3 maggio                                                  | Philadelphia 76ers                                        | V 108–103                                                 | Jayson Tatum (21)                                         | Al Horford (12)                                           | Terry Rozier (9)                                          | TD Garden 18.624                                          | 2–0                                                       |
| 3                                                         | 5 maggio                                                  | @ Philadelphia 76ers                                      | V 101–98 (OT)                                             | Jayson Tatum (24)                                         | Aron Baynes (10)                                          | Jayson Tatum (4)                                          | Wells Fargo Center 20.758                                 | 3–0                                                       |
| 4                                                         | 7 maggio                                                  | @ Philadelphia 76ers                                      | S 92–103                                                  | Jayson Tatum (20)                                         | Al Horford (10)                                           | Jayson Tatum (4)                                          | Wells Fargo Center 20.936                                 | 3–1                                                       |
| 5                                                         | 9 maggio                                                  | Philadelphia 76ers                                        | V 114–112                                                 | Jayson Tatum (25)                                         | Aron Baynes (9)                                           | Marcus Smart (6)                                          | TD Garden 18.624                                          | 4–1                                                       |

#### Finali di confernece

##### (2) Boston Celtics – (4) Cleveland Cavaliers
| Playoffs 2018                                         | Playoffs 2018                                         | Playoffs 2018                                         | Playoffs 2018                                         | Playoffs 2018                                         | Playoffs 2018                                         | Playoffs 2018                                         | Playoffs 2018                                         | Playoffs 2018                                         |
| Finali di conference: 3–4 (Casa: 3–1; Trasferta: 0–3) | Finali di conference: 3–4 (Casa: 3–1; Trasferta: 0–3) | Finali di conference: 3–4 (Casa: 3–1; Trasferta: 0–3) | Finali di conference: 3–4 (Casa: 3–1; Trasferta: 0–3) | Finali di conference: 3–4 (Casa: 3–1; Trasferta: 0–3) | Finali di conference: 3–4 (Casa: 3–1; Trasferta: 0–3) | Finali di conference: 3–4 (Casa: 3–1; Trasferta: 0–3) | Finali di conference: 3–4 (Casa: 3–1; Trasferta: 0–3) | Finali di conference: 3–4 (Casa: 3–1; Trasferta: 0–3) |
| Partita                                               | Data                                                  | Avversario                                            | Punteggio                                             | Più punti                                             | Più rimbalzi                                          | Più assist                                            | Spettatori                                            | Serie                                                 |
| ----------------------------------------------------- | ----------------------------------------------------- | ----------------------------------------------------- | ----------------------------------------------------- | ----------------------------------------------------- | ----------------------------------------------------- | ----------------------------------------------------- | ----------------------------------------------------- | ----------------------------------------------------- |
| 1                                                     | 13 maggio                                             | Cleveland Cavaliers                                   | V 108–83                                              | Jaylen Brown (23)                                     | Marcus Morris (10)                                    | Terry Rozier (8)                                      | TD Garden 18.624                                      | 1–0                                                   |
| 2                                                     | 15 maggio                                             | Cleveland Cavaliers                                   | V 107–94                                              | Jaylen Brown (23)                                     | Al Horford (10)                                       | Marcus Smart (9)                                      | TD Garden 18.624                                      | 2–0                                                   |
| 3                                                     | 19 maggio                                             | @ Cleveland Cavaliers                                 | S 86–116                                              | Jayson Tatum (18)                                     | Al Horford (7)                                        | Marcus Smart (6)                                      | Quicken Loans Arena 20.562                            | 2–1                                                   |
| 4                                                     | 21 maggio                                             | @ Cleveland Cavaliers                                 | S 102–111                                             | Jaylen Brown (23)                                     | Al Horford (7)                                        | Terry Rozier (11)                                     | Quicken Loans Arena 20.562                            | 2–2                                                   |
| 5                                                     | 23 maggio                                             | Cleveland Cavaliers                                   | V 96–83                                               | Jayson Tatum (24)                                     | Al Horford (12)                                       | Terry Rozier (6)                                      | TD Garden 18.624                                      | 3-2                                                   |
| 6                                                     | 25 maggio                                             | @ Cleveland Cavaliers                                 | S 99–109                                              | Terry Rozier (28)                                     | Al Horford (9)                                        | Marcus Smart (8)                                      | Quicken Loans Arena 20.562                            | 3–3                                                   |
| 7*                                                    | 27 maggio                                             | Cleveland Cavaliers                                   | S 79–87                                               | Jayson Tatum (24)                                     | Marcus Morris (12)                                    | Marcus Smart (7)                                      | TD Garden 18.624                                      | 3–4                                                   |

## Mercato

### Free Agency

#### Acquisti
| Giocatore          | Contratto                       | Provenienza      |
| ------------------ | ------------------------------- | ---------------- |
| Gordon Hayward     | 4 anni – 128 milioni di dollari | Utah Jazz        |
| Abdel Nader        | 4 anni – 6 milioni di dollari   | Maine Red Claws  |
| Aron Baynes        | 1 anno – 4,3 milioni di dollari | Detroit Pistons  |
| Daniel Theis       | 2 anni – 2,2 milioni di dollari | Brose Bamberg    |
| Guerschon Yabusele | 2 anni – 4,9 milioni di dollari | Maine Red Claws  |
| Shane Larkin       | 1 anno – 1,5 milioni di dollari | Saski Baskonia   |
| Jarell Eddie       | Contratto di 10 giorni          | Windy City Bulls |
| Greg Monroe        | 1 anno – 5 milioni di dollari   | Phoenix Suns     |
| Xavier Silas       | Contratto di 10 giorni          | N. Arizona Suns  |
| Jonathan Gibson    | Fino a termine stagione         | Qingdao Eagles   |

#### Cessioni
| Giocatore         | Motivo     | Nuova squadra                   |
| ----------------- | ---------- | ------------------------------- |
| Tyler Zeller      | Rilasciato | Brooklyn Nets                   |
| Kelly Olynyk      | Free agent | Miami Heat                      |
| Amir Johnson      | Free agent | Philadelphia 76ers              |
| Jordan Mickey     | Rilasciato | Miami Heat                      |
| Demetrius Jackson | Rilasciato | Houston Rockets / R.G.V. Vipers |
| Jonas Jerebko     | Free agent | Utah Jazz                       |
| James Young       | Rilasciato | Wisconsin Herd                  |
| Gerald Green      | Free agent | Houston Rockets                 |
| Jarell Eddie      | Free agent | Windy City Bulls                |

### Scambi
| 19 giugno 2017 | Boston CelticsJayson Tatum – (Terza scelta del draft) Scelta 1º giro Draft 2018 (se scelta 2-5) L.A. Lakers | Philadelphia 76ersMarkelle Fultz – (Prima scelta del draft)                                                                          |
| 7 luglio 2017  | Boston CelticsMarcus Morris                                                                                 | Detroit PistonsAvery Bradley Scelta 2º giro Draft 2019                                                                               |
| 22 agosto 2017 | Boston CelticsKyrie Irving                                                                                  | Cleveland CavaliersIsaiah Thomas Jae Crowder Ante Žižić Scelta 1º giro Draft 2018 Brooklyn Nets Scelta 2º giro Draft 2020 Miami Heat |

## Premi individuali
| Assegnato a  | Premio                                                    | Data premio     | Ref.   |
| ------------ | --------------------------------------------------------- | --------------- | ------ |
| Brad Stevens | Allenatore del mese Eastern Conference (Ottobre/Novembre) | 1 dicembre 2017 | [ 18 ] |
| Jayson Tatum | Rookie del mese Eastern Conference (Dicembre)             | 4 gennaio 2018  | [ 19 ] |